# قطعنامه ۱۷۲۹ شورای امنیت
قطعنامه ۱۷۲۹ شورای امنیت سازمان ملل متحد که در تاریخ ۱۵ دسامبر ۲۰۰۶ تصویب شد، سندی بین‌المللی دربارهٔ بررسی وضعیت خاورمیانه است. این قطعنامه طی نشست ۵۵۹۶ام با ۱۵ رای موافق، ۰ مخالف و ۰ ممتنع تصویب شد.